# 록히드 C-130 허큘리스
록히드 C-130 허큘리스(Lockheed C-130 Hercules)는 4개 엔진의 터보프롭 수송기이다. 세계 여러 나라 군대의 주요 전술기이다. 40개가 넘는 모델과 파생형이 50개국 이상에서 사용되고 있다.
2006년 12월, C-130는 미국 공군에서 50년간 계속 사용된 세 번째 비행기가 되었다. 1호는 영국 일렉트릭 캔버라가 2001년 5월에 기록했으며, 2번째는 B-52가 2005년 1월에 기록했다. 2012년에는 P-3 오라이온이 50년간 미국 해군에서 사용된 비행기가 될 것이다. 또한, 남극으로 가는 유일한 비행기이도 하다. (이때는 보통 ANI기로 불림. 탑승료 1인당 $15,000 = 약 1,500만 원)

## 개발
1950년 6월 시작된 한국 전쟁은 제2차 세계 대전 시절의 형태가 다른 미국의 전술 수송기들(C-119 플라잉 박스카, C-47 스카이트레인, C-46 코만도)을 미국이 운용하게 되면서 운용 유지 비용이 대폭 증가하게 되었고, 또 현대전에 부적합하다는 사실을 알게 되었다. 1951년 2월 2일, 미공군은 보잉, 더글러스, 페어차일드 항공사, 록히드에 새로운 작전능력이 향상된 차세대 전술수송기의 도입을 계획한 일반운용요구사항(GOR, General Operating Requirement)을 제출하였으며 새로운 수송기는 92명의 승객 또는 64명의 보병을 태우고 1,100 해리를 날 수 있고, 짧고 제대로 된 활주로가 없는 곳(unprepared strips)에서 이륙할 수 있고, 1개의 엔진이 멈춰도 날 수 있어야 한다고 요구했다.
윌리암 호킨스를 팀장으로 하는 록히드 설계팀은 록히드 82를 위한 130페이지 분량의 제안서로 시작했다.
- 처녀 비행 : 치열한 경쟁 끝에 1951년 7월 록히드사가 제안한 모델(Model) 82가 차세대 전술수송기로 결정된다. 이후 시제기 제작에 들어가게 되고, C-130이라는 제식명칭을 부여 받는다. 1954년 8월 23일, 캘리포니아주 버뱅크의 록히드 공장에서 YC-130 시제기의 처녀비행이 있었다.
- 양산 현황 : 1957년 12월부터 본격적인 양산에 돌입하여 오늘날 대표적인 전술수송기로 손꼽히는 C-130 허큘리스(Hercules)는 배치된 지 50년이 지난 현재까지 2,400여대가 생산되어 전 세계 60여 개국에서 사용되었거나 운용 중이다.

## 주요 특공작전 투입
C-130 수송기는 비포장 활주로에서도 이 착륙이 가능하고 항속거리는 4,000km에 달한다. 그러다보니 각종 특수작전에 투입 빛나는 전과를 기록하고 있다.
대표적인 투입 작전으로는 1976년 7월 3일부터 4일까지 이스라엘 특수부대가 팔레스타인 테러리스트들에게 납치된 항공기의 인질을 구출하기 위해 전격적으로 실시한 기습 작전인 엔테베 특공작전에 이스라엘 공군의 C-130 수송기가 동원되어 인질들을 성공적으로 구출하였다.

## 항공모함

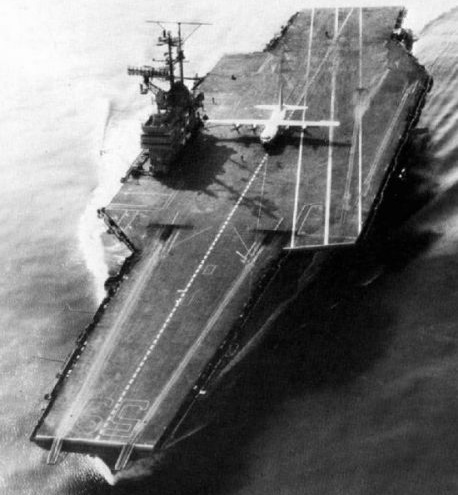
항공모함에서 이륙준비중인 C-130

최대이륙중량 70톤인 C-130은 미국 역사상 항공모함에서 이착륙을 한 최대 규모의 항공기이다. 1963년 10월 미국 해병대의 KC-130F는 포레스탈 항공모함에서 29차례의 터치앤고, 21차례의 어레스팅 후크 없는 착륙, 21차례의 캐터펄트 도움 없는 이륙에 성공했다.
85,000 파운드 (38.6 t)인 KC-130F는 267 피트 (81 m)에서 착륙하여 완전히 정지했다. 최대화물탑재를 하고서 745 피트 (227 m)만에 이륙했다. 미국 해군은 C-130이 25,000 파운드 (11 t)의 화물을 싣고 2,500 마일 (4,000 km)을 비행한 다음 항공모함에 착륙할 수 있다고 결론지었다.
그러나 이착륙이 너무 위험하고, 엘리베이터에 넣을 수가 없어서, 최대이륙중량 27톤인 C-2 그레이하운드 수송기가 개발되었다.

## An-12
미국의 C-130과 유사한 것은 소련의 An-12이다. 개발시기, 최대이륙중량, 프로펠러 엔진 4개 사용 등 여러가지가 매우 유사하다. C-130은 2천여대가 제작되었으나 An-12는 1천여대가 제작되었다. 둘 다 전 세계적인 베스트셀러이다. 현재에도 C-130은 생산 중이나, An-12는 생산되지 않고 있다. 그러나 중국의 Y-8이 현재에도 생산 중이다. 중국은 Y-8을 KJ-200 조기경보기로도 사용하고 있다.

## 허큘리스 사용국가

전 세계의 C-130 운용국 현황. 청색이 운용국이다.

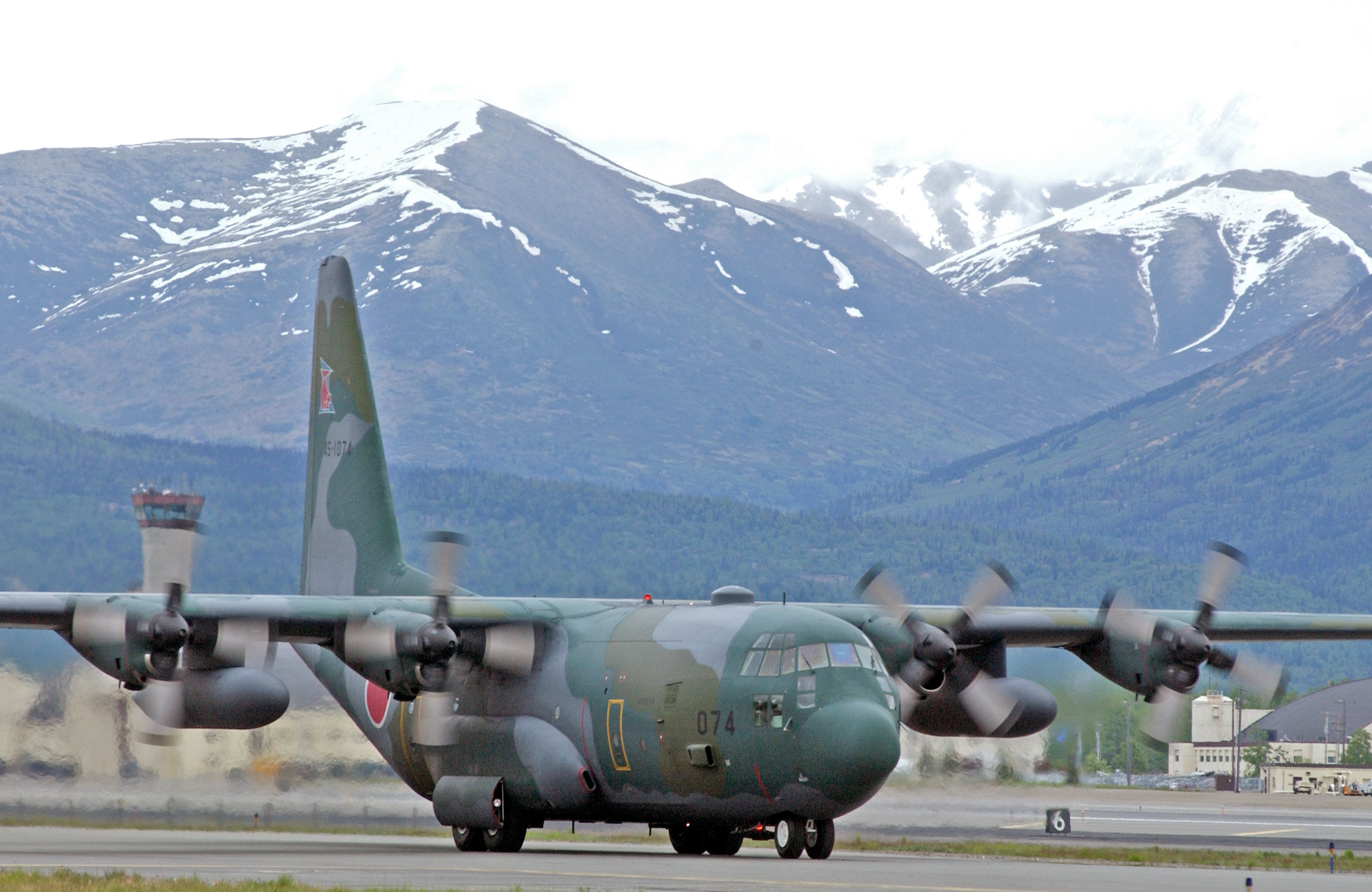
일본 항공자위대 C-130H

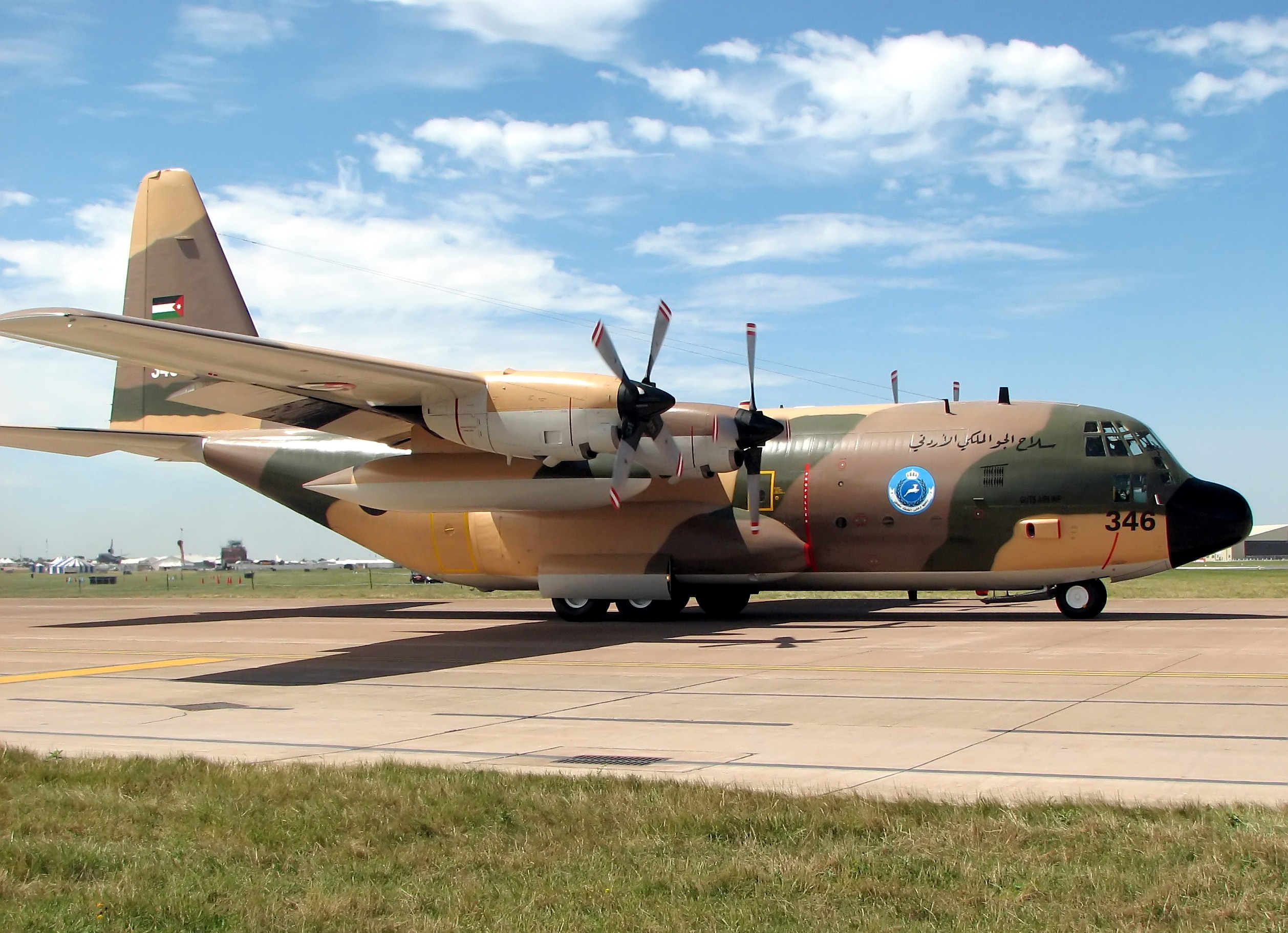
요르단 공군의 C-130H

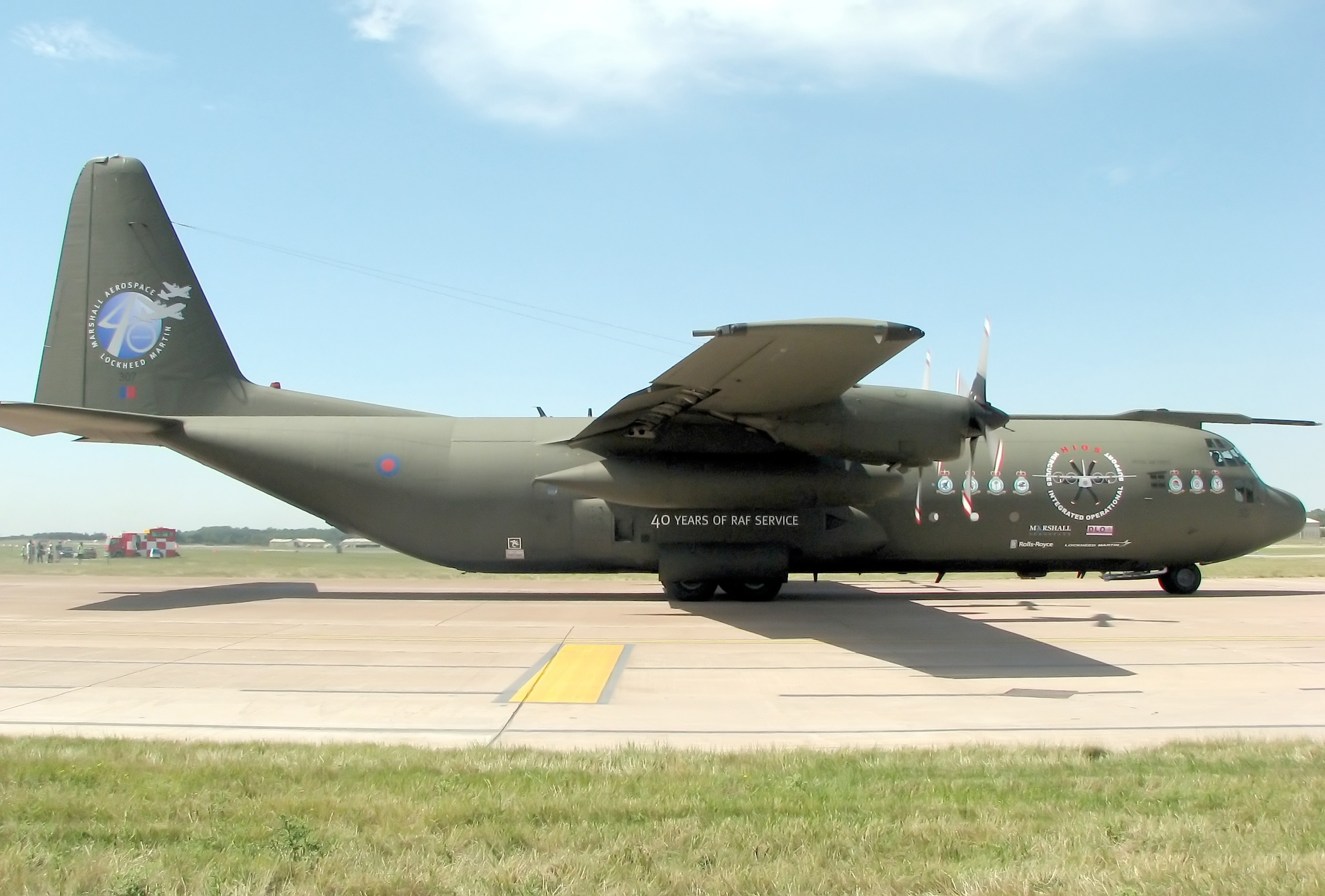
영국 공군의 C-130K (C3)

- 미국 - 1500기
- 튀르키예 - 20기
- 일본 - 16기
- 프랑스 - 14기
- 인도 - 5기
- 이스라엘 - 14기
- 사우디아라비아 - 42기
- 이집트 - 26기
- 스페인 - 7기
- 대만 - 20기
- 이란 - 45기
- 캐나다 - 50기
- 파키스탄 - 18기
- 태국 - 20기
- 폴란드 - 5기
- 덴마크 - 4기
- 싱가포르 - 5기
- 대한민국 - 16기

## 대한민국 도입 운용현황
C-130 수송기도입 이전까지 공군이 운용한 기체는 C-123 프로바이더(Provider) 수송기를 운용했었으나 기체 노후화로 인해 1982년에 제주도와 청계산에서 연이어 발생한 추락 사고로, 대규모 인명피해가 발생되어 결국 신형 수송기인 C-130을 도입하게 되었다.
대한민국 공군은 1988년 4대를 시작으로 1990년 3월까지 모두 12대의 C-130H 수송기를 도입했으며 이중 4대는 동체를 연장한 C-130H-30이다. 국내에 C-130H 수송기 주용작전으로 1991년 걸프전파병, 1993년 소말리아 평화유지군 파병, 1999년 동티모르 평화유지군 파병, 2003년 이라크 파병 등 주로 우리 군의 해외파병시 많은 활약을 했다.
2010년에는 C-130H 수송기 보다 성능이 더욱 향상된 C-130J 슈퍼 허큘리스 수송기를 4대를 추가 도입하기로 결정하였다
C-130J 수송기는 출력이 향상된 가장 신형 엔진을 장착해 항속거리와 비행고도가 늘어났으며, 최신 항공 전자 장비를 탑재해 각종 시스템이 자동화되어 기체 조종에 필요한 승무원이 4명(조종사, 부조종사, 항법사, 항공기관사)에서 2명(조종사, 부조종사)으로 줄어들었다. C-130J 수송기 4대는 2014년 6월 대한민국 공군에 전량 배치되어 운용되고 있다.

## 제원 (C-130H)
정보의 출처: USAF C-130 Hercules fact sheet, International Directory of Military Aircraft, Complete Encyclopedia of World Aircraft, Encyclopedia of Modern Military Aircraft
일반 특성
- 승무원: 5명 (조종사 2명, 항해사, 비행 기술자, 화물관리사)
- 용량: 

  - 92명 탑승객 또는
  - 64명 공수대원 또는
  - 74명 환자와 2명의 의료원 또는
  - 6개 화물 운반대(pallet) 또는
  - 2–3대 험비 또는
  - 2대 M113 장갑차
- 화물탑재량: 45,000 lb (20,000 kg)
- 길이: 97 ft 9 in (29.8 m)
- 날개폭: 132 ft 7 in (40.4 m)
- 높이: 38 ft 3 in (11.6 m)
- 날개면적: 1,745 ft² (162.1 m²)
- 공허중량: 75,800 lb (34,400 kg)
- 유효탑재량: 72,000 lb (33,000 kg)
- 최대이륙중량: 155,000 lb (70,300 kg)
- 엔진: 4× 앨리슨 T56-A-15 터보프롭, 4,590 shp (3,430 kW)  각각

성능
- 최대속도: 320 knots (366 mph, 592 km/h) at 20,000 ft (6,060 m)
- 순항속도: 292 kn (336 mph, 540 km/h)
- 항속거리: 2,050 nmi (2,360 mi, 3,800 km)
- 상승한도: 23,000 ft (7,000 m)
- 상승률: 1,830 ft/min (9.3 m/s)

- 이륙거리: 3,586 ft (1,093 m) at 155,000 lb (70,300 kg) 최대 총중량;[6] 1,400 ft (427 m) at 80,000 lb (36,300 kg) 총중량[7]

항공전자장비
- 웨스팅하우스 일렉트릭 시스템스 (현재 노스럽 그러먼) AN/APN-241 기상 항법 레이다[8]

## 같이 보기
미국의 수송기 시리즈
- 보잉 C-127 - 페어차일드 C-128 - C-129 슈퍼스카이트레인 - C-130 - C-131 사마리탄 - 더글러스 C-132 - C-133 카고마스터

관련 개발
- C-130J 슈퍼 허큘리스
- AC-130 스펙터/스푸키

유사 항공기
- 안토노프 An-12
- C-160

- P-3 오라이온